# Pakenjeng (plaats)
Pakenjeng is een bestuurslaag in het regentschap Garut van de provincie West-Java, Indonesië. Pakenjeng telt 3921 inwoners (volkstelling 2010).